# Liste der deutschen Offshore-Windparks

Karte deutscher Windparks in der Nordsee (Stand 2024)

Die  Liste der deutschen Offshore-Windparks umfasst Offshore-Windparks vor den deutschen Küsten, entweder in der 12-Meilen-Zone oder in der Ausschließlichen Wirtschaftszone (AWZ) in der Nordsee und der Ostsee.
Ende 2021 betrug die installierte Leistung der 1.501 Windkraftanlagen in deutschen Offshore-Windparks 7.794 MW. Davon entfallen 6.698 MW auf Windparks in der Nordsee und 1.096 MW auf Windparks in der Ostsee. Insgesamt wurden im Jahr 2021 etwa 26,1 TWh Strom in deutschen Offshore-Windparks erzeugt.
Durch bereits in Planung befindliche Windparks wird sich die installierte Leistung bis 2025 voraussichtlich auf 10,8 GW erhöhen. Im Mai 2020 wurde beschlossen, das Offshore-Ausbauziel für das Jahr 2030 von 15 GW auf 20 GW anzuheben. Damit wurde eine Vorgabe aus dem Klimaschutzprogramm 2030 umgesetzt. Das Ausbauziel für das Jahr 2040 betrug 40 GW. Diese Ausbauziele wurden bereits kurze Zeit später mit einer Novelle des Windenergie-auf-See-Gesetzes im Juli 2022 deutlich erhöht. So sollen bis 2030 bereits 30 GW installiert sein, bis 2035 soll die installierte Leistung auf 40 GW und bis 2045 auf 70 GW steigen.

## Liste
Die Liste ist nach Gewässern geordnet. Innerhalb der einzelnen Kategorien sind die Windparks zunächst in betriebene, in Bau befindliche und geplante Windparks gegliedert. Anschließend sind die Windparks nach ihrem (geplanten) Fertigstellungsdatum und danach alphabetisch geordnet.

| Name                                       | Leistung (MW) | Windkraftanlagentyp (Leistung, Rotordurchmesser)                        | Anzahl WKAs | Koordinaten                  | Status              | Inbetriebnahme (Jahr) | Quellen, Anmerkungen |
| ------------------------------------------ | ------------- | ----------------------------------------------------------------------- | ----------- | ---------------------------- | ------------------- | --------------------- | --- |
| Nordsee                                    |               |                                                                         |             |                              |                     |                       | |
| alpha ventus                               | 60,48         | 6 × REpower 5M (5,08 MW, 126,5 m) 6 × AREVA M5000-116 (5,0 MW, 116,0 m) | 12          | 54° 0′ 30″ N, 6° 35′ 54″ O   | in Betrieb          | 2010                  | |
| BARD Offshore I                            | 400           | BARD 5.0 (5,0 MW, 122,0 m)                                              | 80          | 54° 21′ 30″ N, 5° 58′ 30″ O  | in Betrieb          | 2013                  | |
| Riffgat                                    | 113,4         | Siemens SWT-3.6-120 (3,78 MW, 120,0 m)                                  | 30          | 53° 41′ 24″ N, 6° 28′ 48″ O  | in Betrieb          | 2014                  | [ 5 ] |
| Amrumbank West                             | 302,4         | Siemens SWT-3.6-120 (3,78 MW, 120,0 m)                                  | 80          | 54° 30′ 0″ N, 7° 48′ 0″ O    | in Betrieb          | 2015                  | [ 6 ] [ 7 ] |
| Borkum Riffgrund 1                         | 312           | Siemens SWT-4.0-120 (4,0 MW, 120,0 m)                                   | 78          | 53° 58′ 0″ N, 6° 33′ 0″ O    | in Betrieb          | 2015                  | [ 8 ] |
| Butendiek                                  | 288           | Siemens SWT-3.6-120 (3,6 MW, 120,0 m)                                   | 80          | 54° 54′ 0″ N, 7° 45′ 0″ O    | in Betrieb          | 2015                  | [ 9 ] |
| DanTysk                                    | 302,4         | Siemens SWT-3.6-120 (3,78 MW, 120,0 m)                                  | 80          | 55° 9′ 0″ N, 7° 10′ 30″ O    | in Betrieb          | 2015                  | [ 10 ] |
| Global Tech I                              | 400           | AREVA Multibrid M5000-116 (5,0 MW, 116,0 m)                             | 80          | 54° 30′ 0″ N, 6° 21′ 30″ O   | in Betrieb          | 2015                  | [ 11 ] |
| Meerwind Süd/Ost                           | 288           | Siemens SWT-3.6-120 (3,6 MW, 120,0 m)                                   | 80          | 54° 23′ 0″ N, 7° 41′ 0″ O    | in Betrieb          | 2015                  | [ 12 ] |
| Nordsee Ost                                | 295,2         | Senvion 6.2M126 (6,15 MW, 126,0 m)                                      | 48          | 54° 26′ 0″ N, 7° 41′ 0″ O    | in Betrieb          | 2015                  | |
| Trianel Windpark Borkum (Phase 1)          | 200           | AREVA Multibrid M5000-116 (5,0 MW, 116,0 m)                             | 40          | 54° 2′ 46″ N, 6° 27′ 25″ O   | in Betrieb          | 2015                  | [ 13 ] |
| Gode Wind 1                                | 346           | Siemens SWT-6.0-154 (6,3 MW, 154,0 m)                                   | 55          | 54° 4′ 0″ N, 7° 2′ 0″ O      | in Betrieb          | 2017                  | |
| Gode Wind 2                                | 264           | Siemens SWT-6.0-154 (6,3 MW, 154,0 m)                                   | 42          | 54° 3′ 0″ N, 7° 1′ 0″ O      | in Betrieb          | 2017                  | |
| Nordergründe                               | 110,7         | Senvion 6.2M126 (6,15 MW, 126,0 m)                                      | 18          | 53° 50′ 0″ N, 8° 10′ 0″ O    | in Betrieb          | 2017                  | [ 14 ] |
| Nordsee One                                | 332,1         | Senvion 6.2M126 (6,15 MW, 126,0 m)                                      | 54          | 53° 58′ 0″ N, 6° 48′ 0″ O    | in Betrieb          | 2017                  | [ 15 ] |
| Sandbank (Phase 1)                         | 288           | Siemens SWT-4.0-130 (4,0 MW, 130,0 m)                                   | 72          | 55° 11′ 0″ N, 6° 51′ 0″ O    | in Betrieb          | 2017                  | [ 16 ] |
| Veja Mate                                  | 402           | Siemens SWT-6.0-154 (6,0 MW, 154,0 m)                                   | 67          | 54° 19′ 1″ N, 5° 52′ 15″ O   | in Betrieb          | 2017                  | [ 17 ] |
| Borkum Riffgrund 2                         | 464,8         | MHI Vestas V164-8.0 MW (8,3 MW, 164,0 m)                                | 56          | 53° 57′ 21″ N, 6° 29′ 45″ O  | in Betrieb          | 2019                  | [ 18 ] |
| Deutsche Bucht                             | 260,4         | MHI Vestas V164-8.0 MW (8,4 MW, 164,0 m)                                | 31          | 54° 18′ 18″ N, 5° 47′ 56″ O  | in Betrieb          | 2019                  | [ 19 ] |
| Merkur Offshore                            | 396           | GE Haliade 150-6 MW (6,0 MW, 151,0 m)                                   | 66          | 54° 2′ 0″ N, 6° 33′ 0″ O     | in Betrieb          | 2019                  | [ 20 ] |
| Hohe See                                   | 521,85        | Siemens SWT-7.0-154 (7,35 MW, 154,0 m)                                  | 71          | 54° 26′ 0″ N, 6° 19′ 0″ O    | in Betrieb          | 2019                  | [ 21 ] [ 22 ] |
| Albatros (Hohe See Extension)              | 117,6         | Siemens SWT-7.0-154 (7,35 MW, 154,0 m)                                  | 16          | 54° 30′ 0″ N, 6° 24′ 0″ O    | in Betrieb          | 2020                  | [ 23 ] [ 24 ] |
| Trianel Windpark Borkum (Phase 2)          | 203,2         | Senvion 6.3M152 (6,33 MW, 152,0 m)                                      | 32          | 54° 3′ 0″ N, 6° 27′ 58″ O    | in Betrieb          | 2020                  | [ 25 ] |
| Kaskasi                                    | 342           | Siemens Gamesa SG 8.0-167 DD (9,0 MW, 167,0 m)                          | 38          | 54° 29′ 20″ N, 7° 41′ 42″ O  | in Betrieb          | 2023                  | Erstmals Einsatz von recycelbaren Rotorblättern |
| Gode Wind 3                                | 242           | Siemens Gamesa SG 11.0-200 DD (11,0 MW, 200,0 m)                        | 23          | 54° 2′ 13″ N, 7° 6′ 36″ O    | in Betrieb          | 2025                  | [ 28 ] |
| He dreiht                                  | 960           | Vestas V236-15.0MW (15,0 MW, 236,0 m)                                   | 64          | 54° 21′ 54″ N, 6° 11′ 10″ O  | in Bau              | (2025)                | 23. März 2023: endgültige Investitionsentscheidung getroffen Netzanbindung über BorWin5 (Fertigstellung nicht vor 2025) vorgesehen 28. August 2024: alle 64 Gründungen installiert |
| Borkum Riffgrund (Phase 3)                 | 913           | Siemens Gamesa SG 11.0-200 DD (11,0 MW, 200,0 m)                        | 83          | 54° 2′ 49″ N, 6° 14′ 2″ O    | in Bau              | (2026)                | 13.12.2023: Erste Gründung ausgeführt. 30.06.2024: Erste WEA errichtet. |
| Nordseecluster A (Flächen N-3.7 und N-3.8) | 660           | Vestas V236-15.0 MW (15,0 MW, 236,0 m)                                  | 44          | 54° 2′ 35″ N, 7° 4′ 52″ O    | in Bau              | (2027)                | 28. Juli 2025: 1 von 44 Gründungen installiert |
| Nordlicht I (Fläche N-7.2)                 | 1020          | Vestas V236-15.0 MW (15,0 MW, 236,0 m)                                  | 68          | 54° 17′ 6″ N, 6° 18′ 11″ O   | in Bauvorbereitung  | (2027)                | 25. März 2025: endgültige Investitionsentscheidung getroffen |
| Nordlicht II (Fläche N-6.6)                | 660           | Vestas V236-15.0 MW (15,0 MW, 236,0 m)                                  | 44          | 54° 15′ 58″ N, 5° 57′ 0″ O   | in Bauvorbereitung  | (2028)                | 25. März 2025: endgültige Investitionsentscheidung getroffen |
| Nordseecluster B (Flächen N-3.5 und N-3.6) | 900           | Vestas V236-15.0 MW (15,0 MW, 236,0 m)                                  | 60          | 54° 1′ 55″ N, 6° 50′ 35″ O   | in Bauvorbereitung  | (2029)                | 27. Mai 2024: endgültige Investitionsentscheidung getroffen |
| Waterkant (Fläche N-6.7)                   | 296           | MingYang MySE18.5-260 (18,5 MW, 260,0 m)                                | 16          | 54° 21′ 40″ N, 5° 50′ 42″ O  | in Planung          | (2028)                | 10. August 2023: Luxcara erhält Zuschlag bei Ausschreibung |
| Waterekke (Fläche N-9.3)                   | 1500          |                                                                         |             | 54° 33′ 0″ N, 5° 52′ 48″ O   | in Planung          | (2029)                | 12. August 2024: Luxcara erhält Zuschlag bei Ausschreibung |
| Fläche N-11.1                              | 2000          |                                                                         |             | 54° 43′ 34″ N, 6° 22′ 41″ O  | in Planung          | (2030)                | 12. Juli 2023: BP erhält Zuschlag bei Ausschreibung |
| Fläche N-12.1                              | 2000          |                                                                         |             | 54° 46′ 5″ N, 6° 9′ 43″ O    | in Planung          | (2030)                | 12. Juli 2023: TotalEnergies erhält Zuschlag bei Ausschreibung |
| Fläche N-12.2                              | 2000          |                                                                         |             | 54° 52′ 23″ N, 6° 7′ 16″ O   | in Planung          | (2030)                | 12. Juli 2023: BP erhält Zuschlag bei Ausschreibung |
| Fläche N-11.2                              | 1500          |                                                                         |             | 54° 51′ 22″ N, 6° 22′ 37″ O  | in Planung          | (2031)                | 21. Juni 2024: TotalEnergies erhält Zuschlag bei Ausschreibung |
| Dreekant (Fläche N-12.3)                   | 1000          |                                                                         |             | 54° 59′ 24″ N, 6° 11′ 2″ O   | in Planung          | (2031)                | 21. Juni 2024: EnBW erhält Zuschlag bei Ausschreibung |
| Windbostel Ost (Fläche N-9.1)              | 2000          |                                                                         |             | 54° 26′ 46″ N, 5° 46′ 8″ O   | in Planung          | (2031)                | 12. August 2024: RWE erhält Zuschlag bei Ausschreibung |
| Windbostel West (Fläche N-9.2)             | 2000          |                                                                         |             | 54° 29′ 13″ N, 5° 40′ 34″ O  | in Planung          | (2032)                | 12. August 2024: RWE erhält Zuschlag bei Ausschreibung |
| Fläche N-9.4                               | 1000          |                                                                         |             |                              | in Planung          | (2032)                | 16. Juni 2025: TotalEnergies erhält Zuschlag bei Ausschreibung |
| Ostsee                                     |               |                                                                         |             |                              |                     |                       | |
| EnBW Baltic 1                              | 48,3          | Siemens SWT-2.3-93 (2,3 MW, 93,0 m)                                     | 21          | 54° 36′ 32″ N, 12° 39′ 4″ O  | in Betrieb          | 2011                  | [ 47 ] |
| EnBW Baltic 2                              | 288           | Siemens SWT-3.6-120 (3,6 MW, 120,0 m)                                   | 80          | 54° 58′ 55″ N, 13° 9′ 43″ O  | in Betrieb          | 2015                  | [ 48 ] |
| Wikinger                                   | 353,5         | Adwen AD 5-135 (5,05 MW, 135,0 m)                                       | 70          | 54° 50′ 2″ N, 14° 4′ 5″ O    | in Betrieb          | 2017                  | [ 49 ] |
| Arkona-Becken Südost                       | 384           | Siemens SWT-6.0-154 (6,4 MW, 154,0 m)                                   | 60          | 54° 46′ 55″ N, 14° 7′ 16″ O  | in Betrieb          | 2019                  | [ 50 ] |
| Arcadis Ost 1                              | 257,2         | MHI Vestas V174-9.5 MW (9,525 MW, 174,0 m)                              | 27          | 54° 49′ 23″ N, 13° 38′ 35″ O | in Betrieb          | 2023                  | [ 51 ] |
| Baltic Eagle                               | 476,25        | MHI Vestas V174-9.5 MW (9,525 MW, 174,0 m)                              | 50          | 54° 49′ 48″ N, 13° 51′ 18″ O | in Betrieb          | 2025                  | [ 52 ] |
| Windanker (Fläche O-1.3)                   | 315           | Siemens Gamesa SG 14-236 DD (15,0 MW, 236,0 m)                          | 21          | 54° 54′ 22″ N, 14° 0′ 18″ O  | in Bauvorbereitung  | (2026)                | 27. Juni 2024: endgültige Investitionsentscheidung getroffen |
| Gennaker                                   | 927           | Siemens Gamesa SG 14-236 DD (15,0 MW, 236,0 m)                          | 63          | 54° 36′ 58″ N, 12° 36′ 29″ O | in Planung          | (2028)                | 3. Juni 2019: Baugenehmigung erteilt |
| Fläche O-2.2                               | 1000          |                                                                         |             | 54° 50′ 56″ N, 13° 46′ 30″ O | in Planung          | (2030)                | 12. Juli 2023: TotalEnergies erhält Zuschlag bei Ausschreibung |
| Wikinger Süd                               | 10            |                                                                         |             | 54° 49′ 23″ N, 14° 7′ 37″ O  | Planung eingestellt | —                     | 8. April 2022: Bundesnetzagentur hat Zuschlag widerrufen, Planfeststellungsverfahren beendet                                                                                       |